# Jacques Rougeau, Sr.
Jacques Rougeau Sr. (27 de mayo de 1930 - 1 de julio de 2019) fue un luchador profesional canadiense. Fue el padre de los luchadores Jacques Rougeau , Armand Rougeau y Raymond Rougeau .

## Carrera
Rougeau comenzó a luchar en 1956 con su hermano, Johnny Rougeau . Tuvo peleas con Abdullah el Carnicero , Alexis Smirnoff , Don Leo Jonathan y The Sheik . 
En 1984, Rougeau salió del semi-retiro para pelear una serie de partidos en Quebec. En equipo con sus tres hijos, Jacques , Armand y Raymond , los Rougeaus lucharon contra muchos talones en el área, como Pierre 'Mad Dog' Lefebvre , Frenchy Martin , Sailor White y Tarzan Tyler .
Rougeau se retiró en 1986. 

## Campeonatos y logros
- International Wrestling Association (Montreal)
  - IWA International Heavyweight Championship (5 veces)[1]
  - IWA International Tag Team Championship (1 vez) – con Gino Brito

- National Wrestling Federation
  - NWF Heavyweight Championship (1 vez)
  - NWF World Tag Team Championship (1 vez) – con Johnny Powers